# HD 116084
HD 116084，又名CD-51 7465，SAO 240782、HR 5036，是一颗恒星，视星等为5.83，位于銀經307.73，銀緯10.4，其B1900.0坐标为赤經13h 16m 11.1s，赤緯-51° 10.4′ 32″。